# BMW Série 6 (E63)
La BMW Série 6 (nom interne E63 pour le coupé et E64 pour le cabriolet) est une voiture construite entre 2003 et 2010 dans le segment des luxueuses.

## Historique du modèle
À la fin de l'été 2003, le véhicule a été officiellement présenté au Salon de l'automobile de Francfort (IAA) en tant que successeur de la Série 8 E31 coupé qui a été abandonnée mi-1999. La conception du véhicule est similaire au concept car BMW Z9 présenté en 1999. La désignation « Série 6 » a également été utilisée pour la gamme E24, qui a été abandonnée au printemps 1989.
En août 2003, la production de la nouvelle Série 6 coupé a commencé. À partir d'avril 2004, BMW a officiellement proposé pour la première fois une Série 6 cabriolet avec la désignation interne E64. Le cabriolet a été dévoilé en décembre 2003 et a été officiellement présenté au public lors du Salon international de l'automobile d'Amérique du Nord (NAIAS) en janvier 2004. Le constructeur a présenté la variante M6 sous forme de coupé au Salon international de l'automobile de Genève au printemps 2005. À l'automne 2005, Alpina a présenté pour la première fois l'Alpina B6 basée sur l'E64/E63.

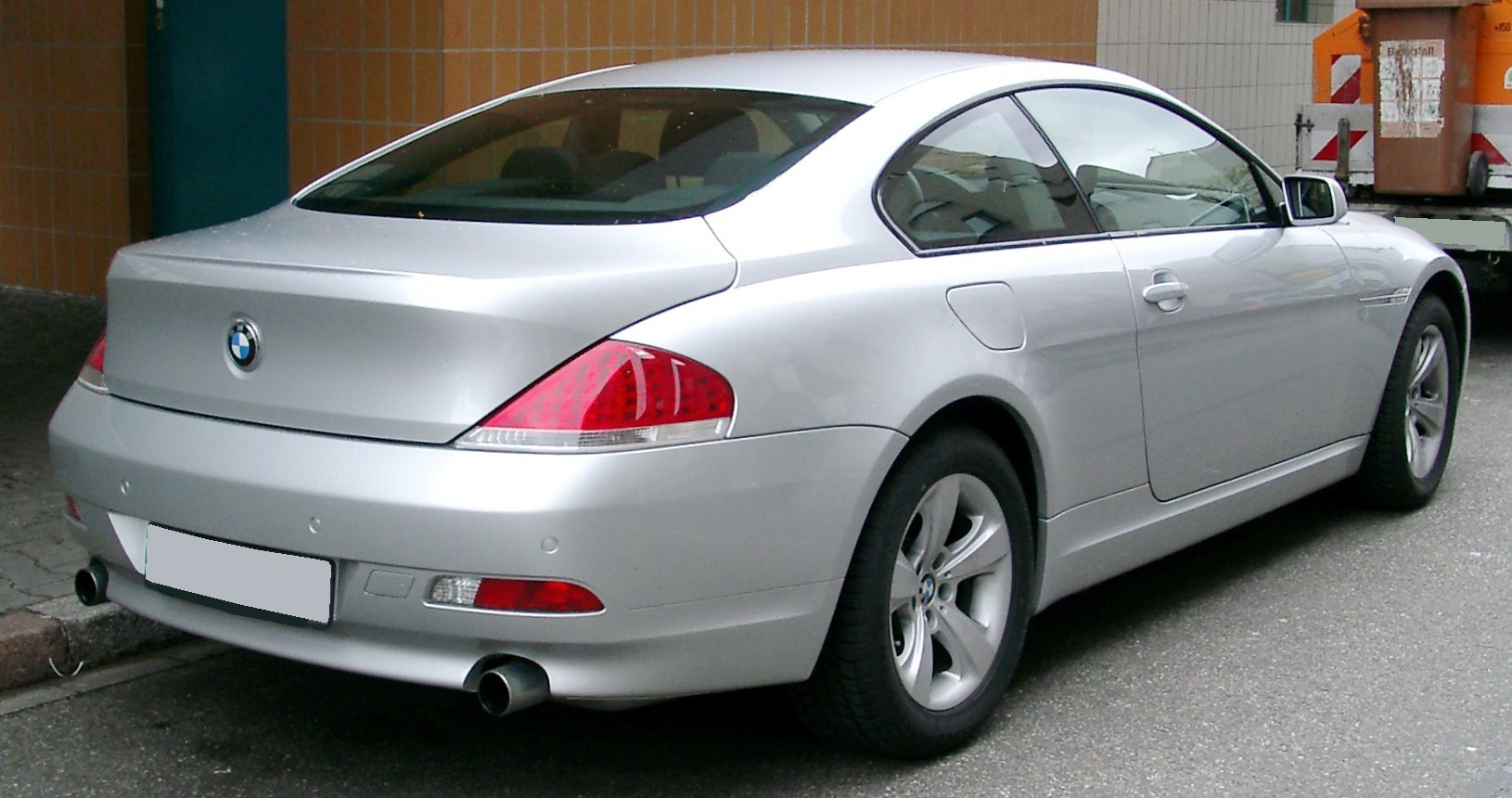
Vue arrière
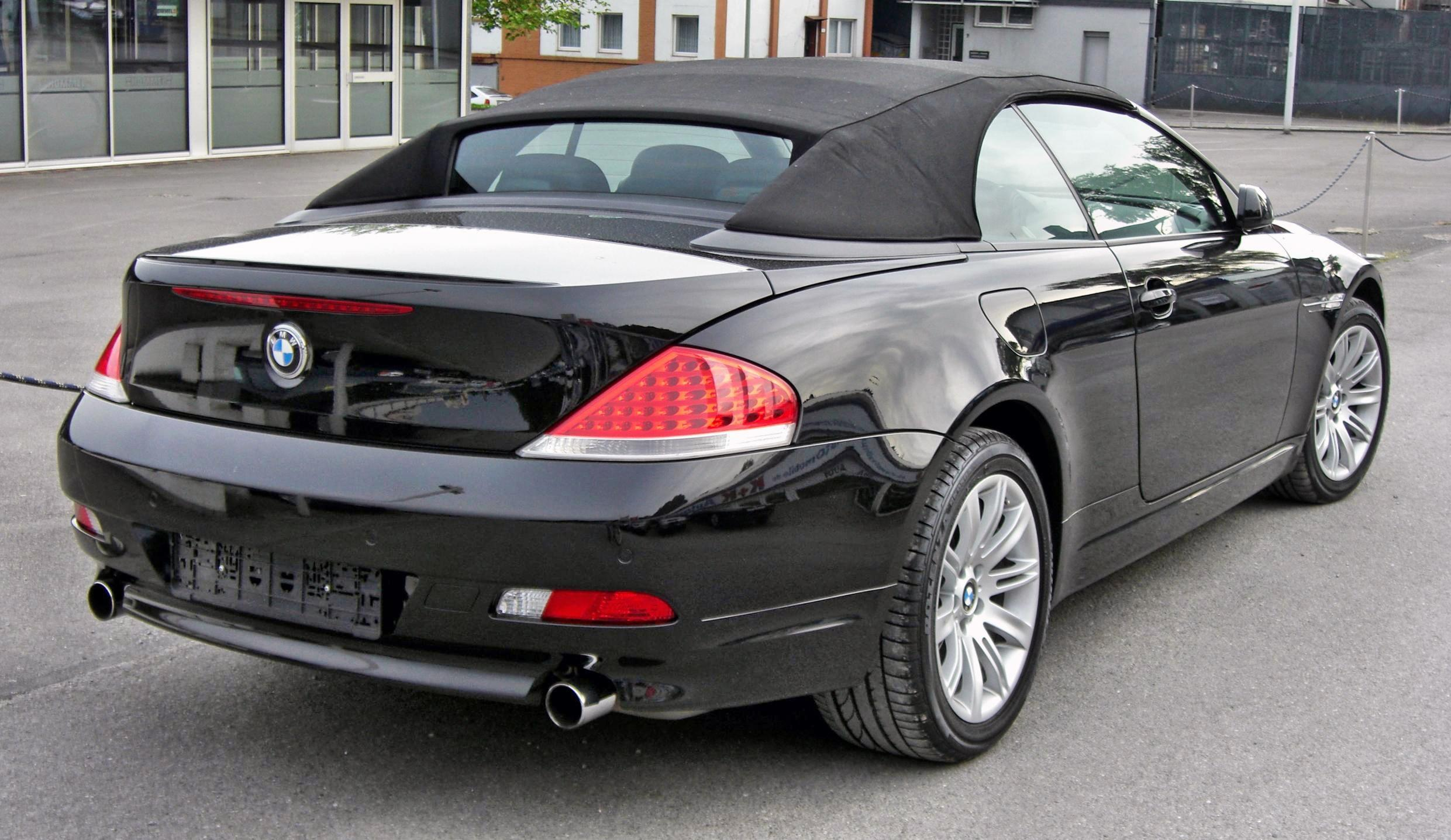
BMW Série 6 cabriolet (2004–2007)
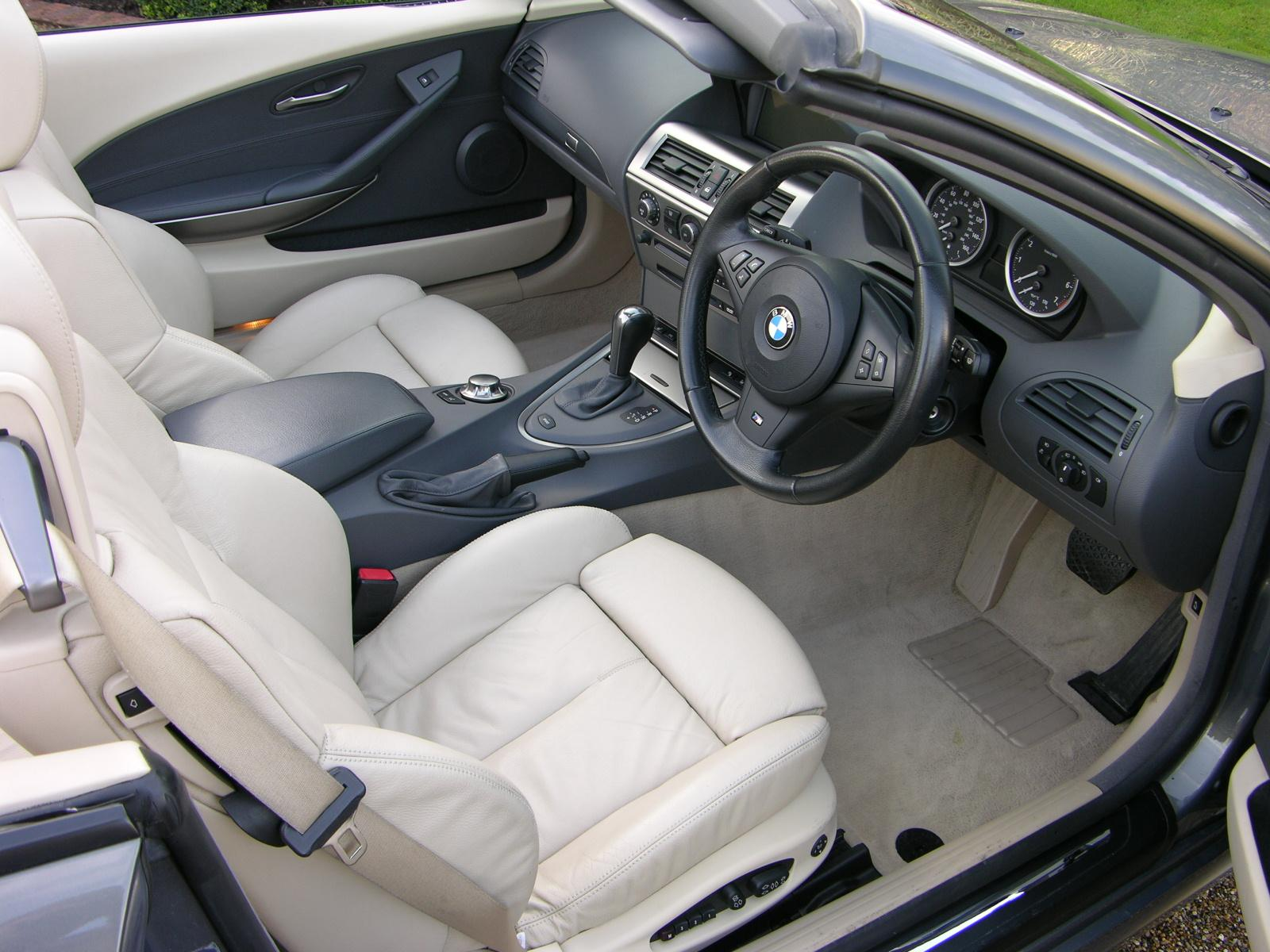
Intérieur

### Lifting
Le 6 octobre 2007, la Série 6 révisée est arrivée sur le marché. Elle a été officiellement présentée pour la première fois un mois plus tôt lors du salon automobile IAA 2007.
En plus des moteurs, le design extérieur et intérieur a également été légèrement modifié. Entre autres choses, le troisième feu stop a été intégré dans le couvercle du coffre. Les réflecteurs du pare-chocs arrière sont plus plats, ce qui donne l'impression que l'arrière est plus large. Les modèles ont également des appui-tête actifs en cas de collision.
En juillet 2010, la production de la Série 6 a pris fin. La successeur a été lancée en tant que cabriolet (F12) au printemps 2011. Le coupé (F13) est apparu à l'automne 2011.

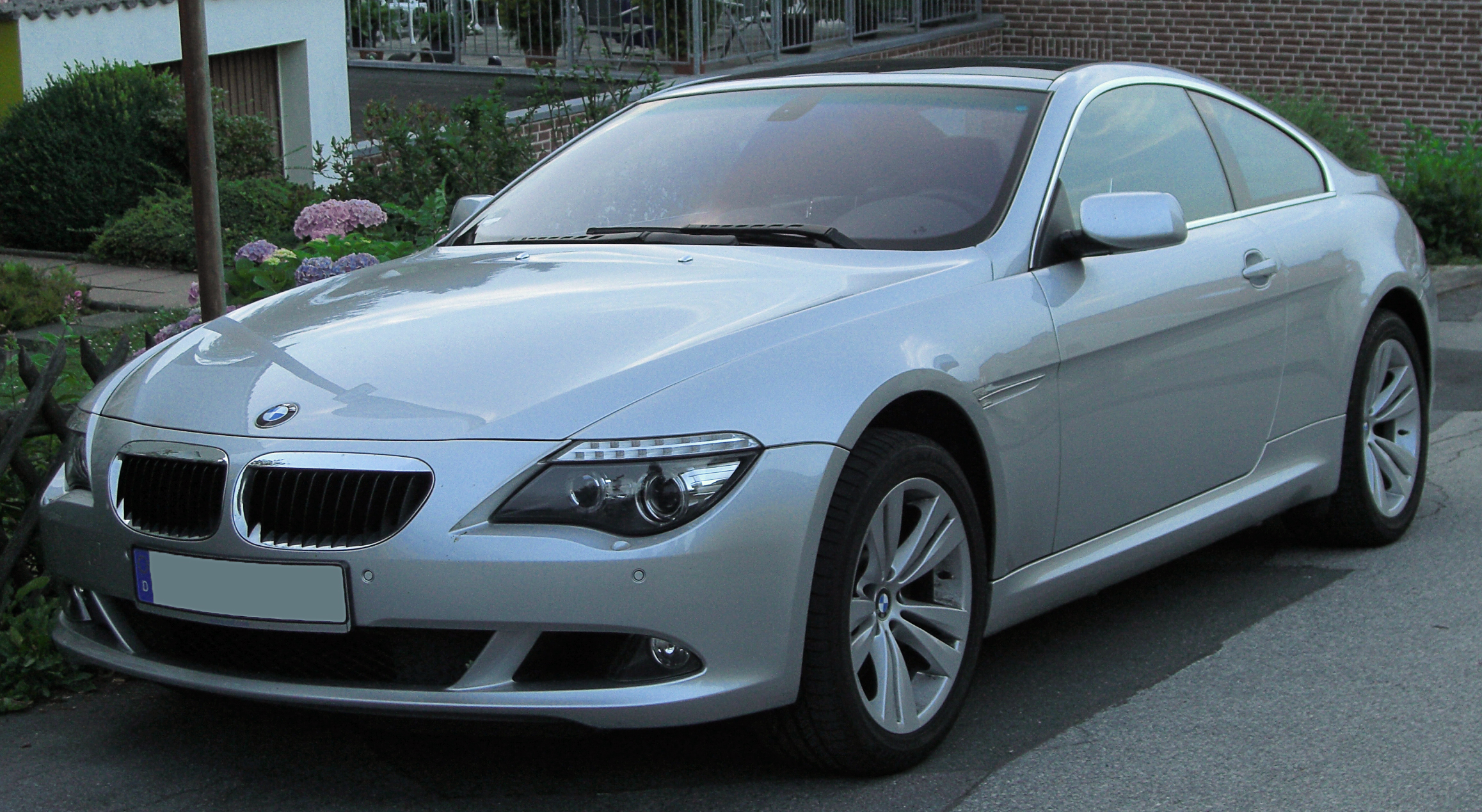
BMW Série 6 coupé (2007–2010)
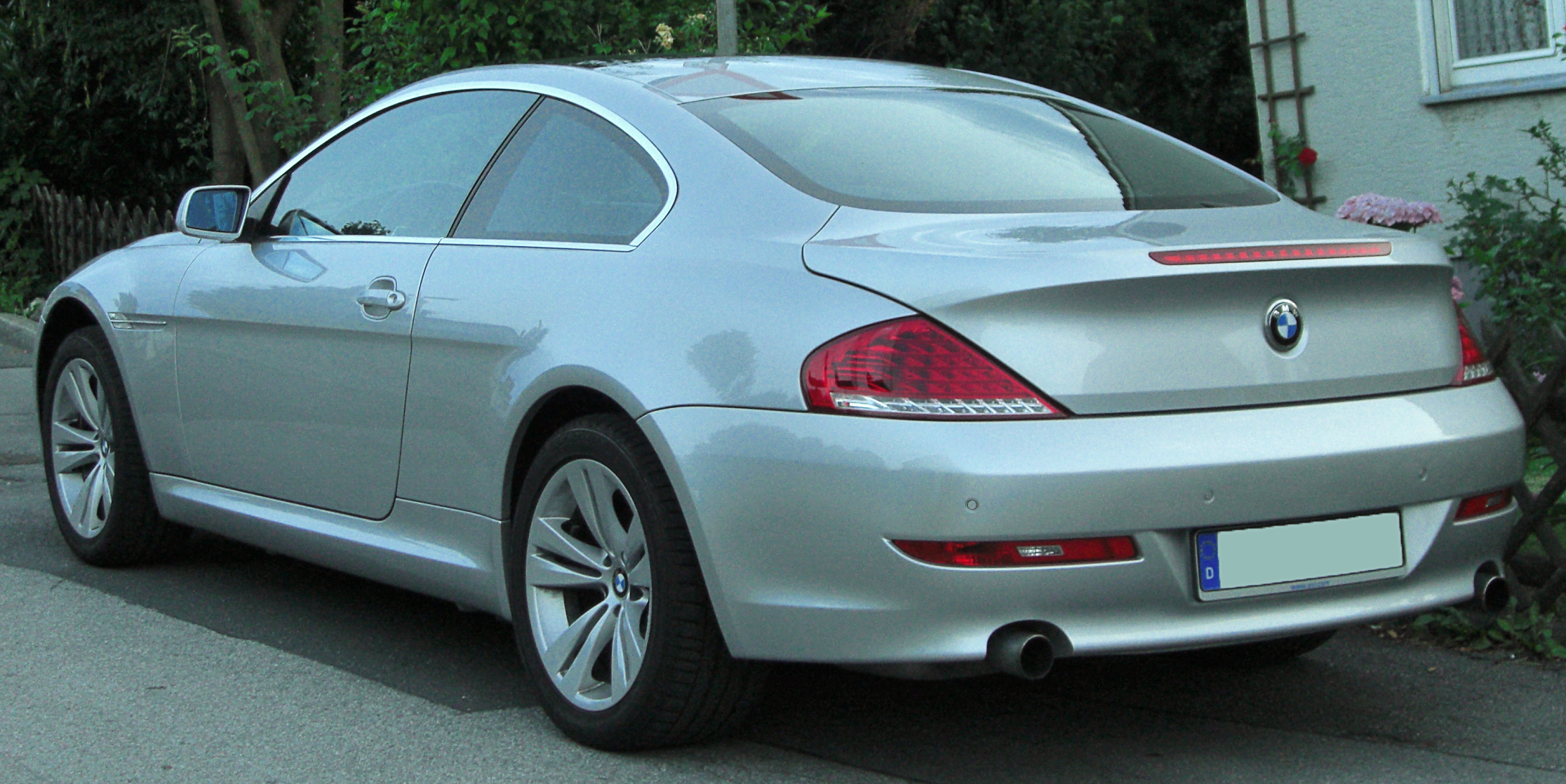
Vue arrière
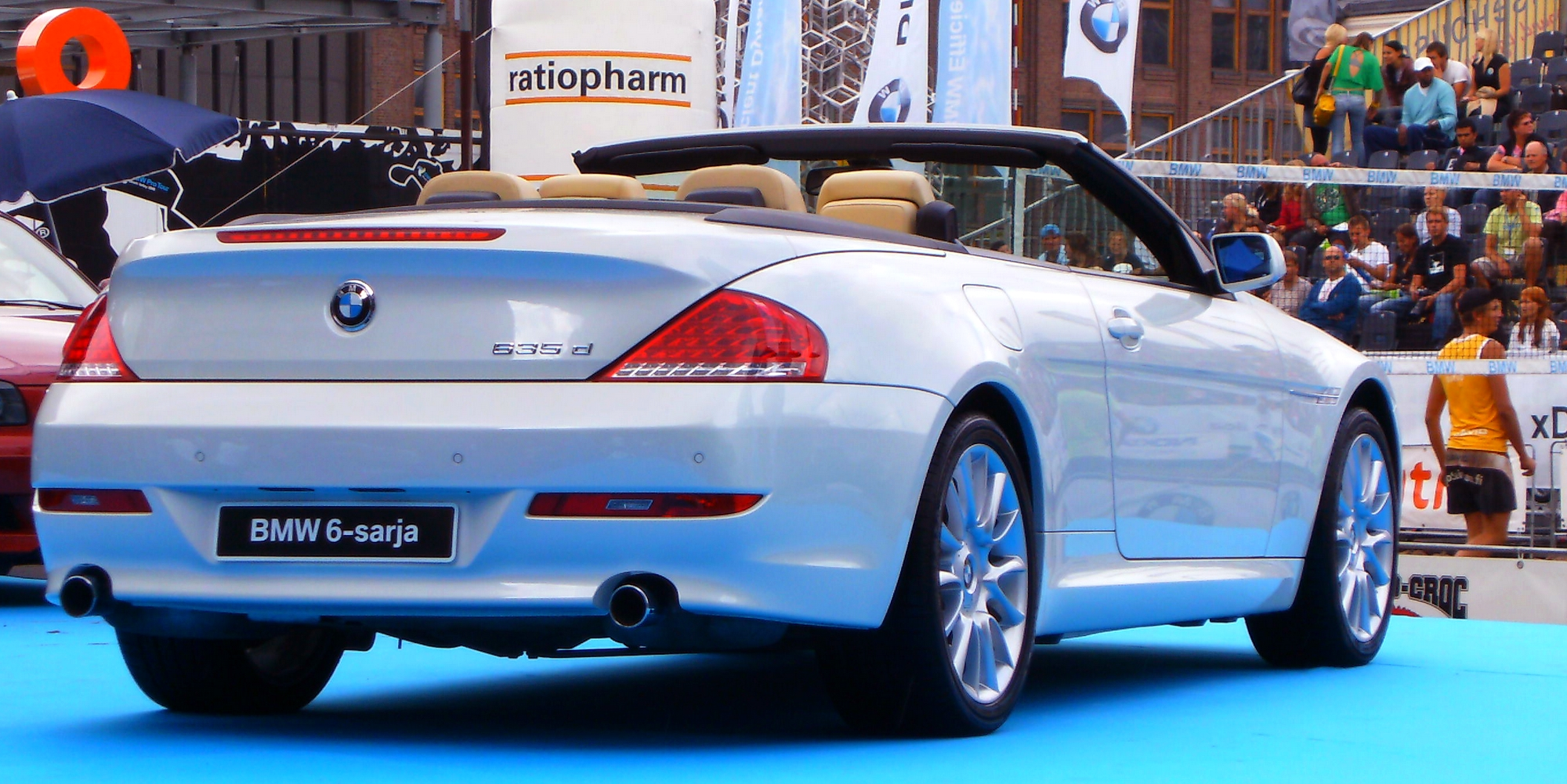
BMW 635d cabriolet (2007–2010)

## Technologie
Le véhicule est basé sur la plate-forme de la Série 5 E60 renouvelée en juin 2003. Il en va de même pour les moteurs et les composants techniques. Par exemple, la direction à rapport variable (direction active) était disponible en option pour les deux véhicules. Comme pour la berline cinq places, une construction en composite d’aluminium/acier est utilisée pour la carrosserie, qui comprend également une partie avant en aluminium allégée.

### Transmission
Lors du lancement sur le marché, seul le coupé était disponible en tant que 645Ci avec un moteur essence de 4,4 litres et une puissance maximale de 245 kW (333 ch). Quelques mois plus tard, une autre variante s'ajoute à la liste des offres, la 630i en tant que coupé et cabriolet. Le moteur six cylindres a une cylindrée de trois litres et une puissance maximale de 190 kW (258 ch).
En juillet 2005, la 645Ci a été remplacée par la 650i. Le moteur V8 de 4,8 litres offrait une puissance maximale de 270 kW (367 ch) et avait un couple maximal plus élevé que celui du moteur de 4,4 litres. Ce moteur était à la fois disponible dans le coupé et le cabriolet.
Deux nouveaux moteurs ont été introduits avec le lifting : un moteur essence six cylindres à injection directe avec une puissance maximale de 200 kW (272 ch) provenant des Série 3 et Série 5 et le moteur diesel six cylindres biturbo avec une puissance maximale de 210 kW (286 ch) provenant des 335d et 535d. Avec ce dernier moteur, le véhicule accélère de 0 à 100 km/h en moins de sept secondes.
Le moteur huit cylindres de la 650i n'a été que légèrement révisé lors du lifting. La finition "Efficient Dynamics" devait réduire la consommation de carburant de cinq pour cent. La transmission automatique optionnelle a été remplacée par une transmission automatique sport.

## Équipement

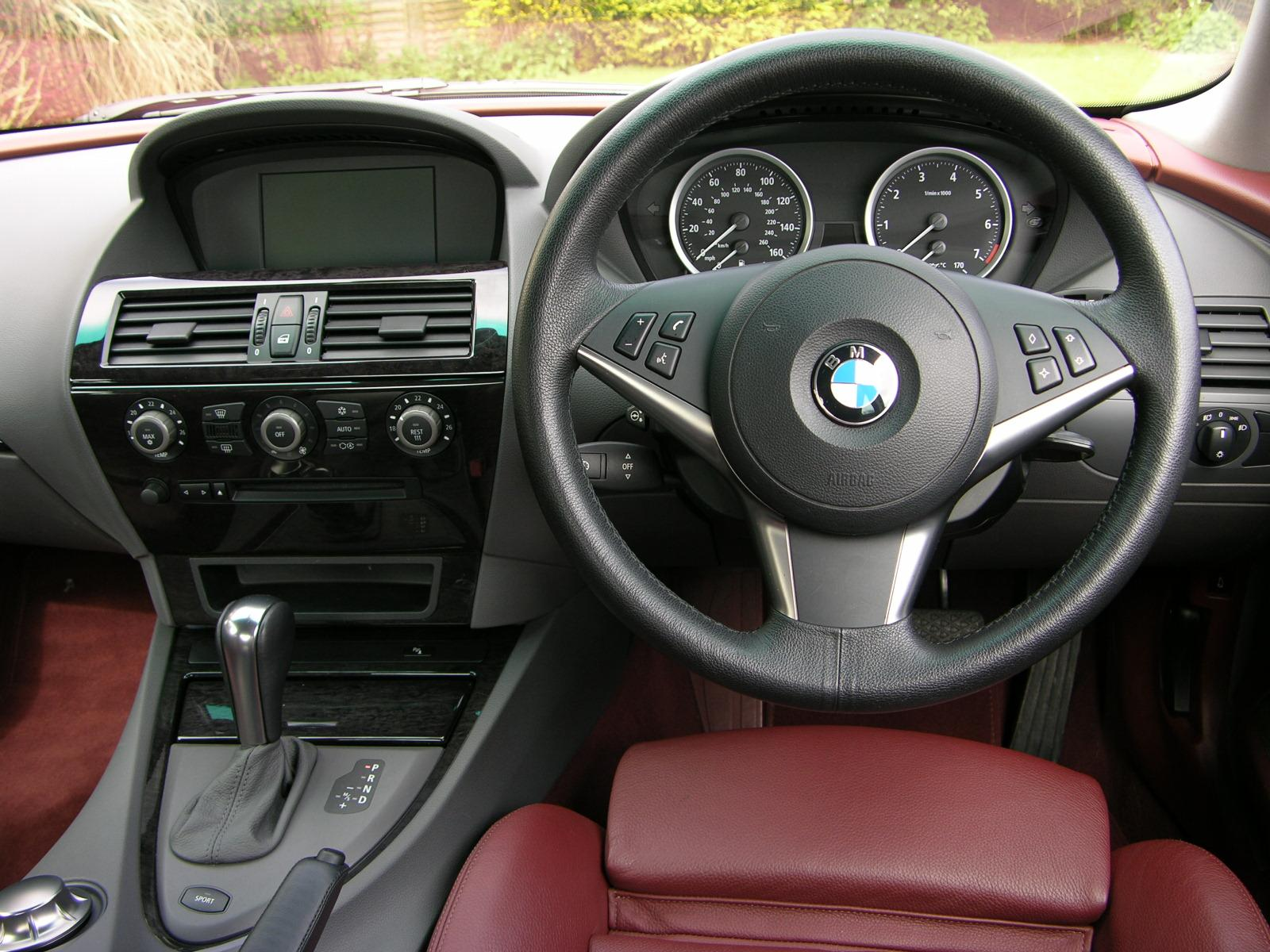
Intérieur de la BMW 645Ci Sport de 2004.

À partir de septembre 2008, le système de navigation sur disque dur (CIC) nouvellement révisé a trouvé sa place dans la Série 6. Une finition sport était également proposée en option. Son champ d'application consistait en un système d'échappement plus sportif avec son propre caractère sonore et des sorties d'échappement en chrome foncé, lignes de précision surélevées supplémentaires sur le capot, couleurs extérieures uniquement disponibles en conjonction avec la finition ("Carbonschwarz" et "Imolarot") et roues de 19 pouces de style "double rayon 288" avec pneus mixtes.

## Alpina B6 GT3

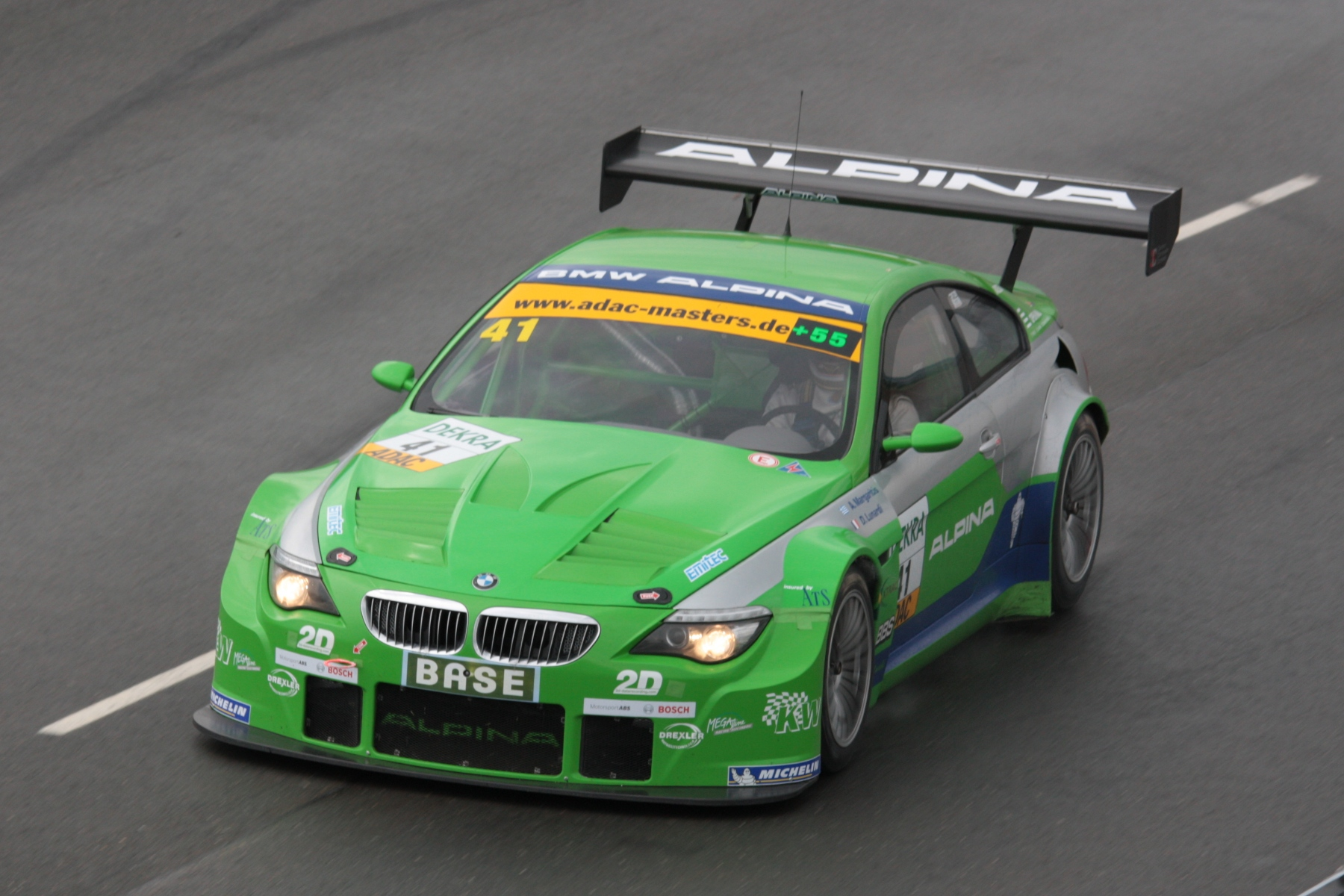
Alpina B6 GT3.

L'Alpina B6 GT3 est une voiture de course de grand tourisme du Groupe GT3 et elle a été développée par Alpina Burkard Bovensiepen sur la base du modèle de production du même nom.
Le véhicule a été particulièrement performant lors des ADAC GT Masters. De 2009 à 2012, l'Alpina B6 GT3 a remporté un total de douze courses dans cette série. En 2011, Aléxandros Margarítis et Dino Lunardi ont remporté le championnat des pilotes de l'ADAC GT Masters dans l'Alpina B6 GT3.